# Queso Idiazábal
Idiazábal es una denominación de origen protegida para una variedad de queso producido en España, en el País Vasco y en Navarra (salvo en los municipios navarros del valle de Roncal, que cuentan con su propia denominación de origen «Queso Roncal»). Entre otros requisitos, el queso Idiazábal debe ser elaborado íntegramente con leche cruda de oveja de las razas latxa y carranzana.
En 1992 el queso Idiazábal fue nominado Producto Patrimonio Gastronómico Europeo por el Ministerio de Agricultura francés y en 1995 obtuvo en Parma el primer premio al Mejor Queso Europeo de Oveja.

## Características
- Forma cilíndrica, con caras sensiblemente planas
- Una altura de 8 a 12 cm
- Tiene un diámetro de entre 10 y 30 cm
- Con un peso entre 1 y 3 kg
- La corteza es dura, de color amarillo pálido para los no ahumados y pardo oscuro para los ahumados.
- La pasta es compacta, de color variable: desde el blanco al marfil amarillento, pudiendo presentar ojos pequeños de forma desigual repartidos y en número escaso.
- El porcentaje de grasa no es inferior al 45 % sobre el E.S.
- Extracto seco como mínimo 55 %.
- pH entre 4,9 y 5,5.
- Proteína total debe ser como mínimo 25 sobre E.S.

### Sabor
El sabor del queso Idiazábal es intenso, «llena la boca», equilibrado, limpio y consistente con un marcado carácter «a leche madurada de oveja» y algo de sabor a cuajo natural siempre que haya madurado el tiempo suficiente. Tiene un tono picante y debe haber ausencia de amargor. Su salinidad es media.
Después de una degustación, deja un regusto persistente de su sabor característico.

### Olor
El queso Idiazábal debe tener un olor intenso, penetrante y limpio. Debe haber una ausencia de olores extraños.

### Textura
Es un queso compacto con una elasticidad no muy pronunciada, bastante firme, donde se pueden encontrar granulosidades al masticarlo, sin llegar a ser grumoso.
Cuanta más maduración tenga, tendrá menos humedad, y por tanto menos elasticidad y una textura más quebradiza y dura.

## Elaboración
Se necesitan cerca de siete litros de leche cruda de oveja, sin pasteurizar, para elaborar un kilo de queso debidamente madurado. La leche se calienta suavemente en cubas de acero inoxidable hasta llegar a una temperatura de 30 °C.
Se añade el cuajo limpio, seco, triturado y mezclado con sal. La leche se coagula en una media hora hasta formar un gel elástico que se corta con lira en trozos del tamaño de un grano de maíz. Los granos se agitan lentamente y se aumenta la temperatura de la cuba lentamente hasta llegar cerca de los 37 °C. Así se pretende extraer la mayor cantidad posible de suero y conservar solo las sustancias alimenticias de la leche; es decir, su grasa y proteínas. 
Cuando los granos han endurecido suficientemente, se interrumpe el calentamiento y se espera a que los granos se depositen al fondo de la cuba, cubiertos por el suero.
Al introducir los quesos en sus moldes se marcan con un número único por queso. Así se consigue el seguimiento posterior de cada pieza. 
Después se pasa por prensa, y seguidamente se pasan a la salmuera y posteriormente se afinan en una cámara de maduración a una temperatura que oscila entre 8 y 15 °C y con una humedad relativa entre el 80 % y el 95 %.

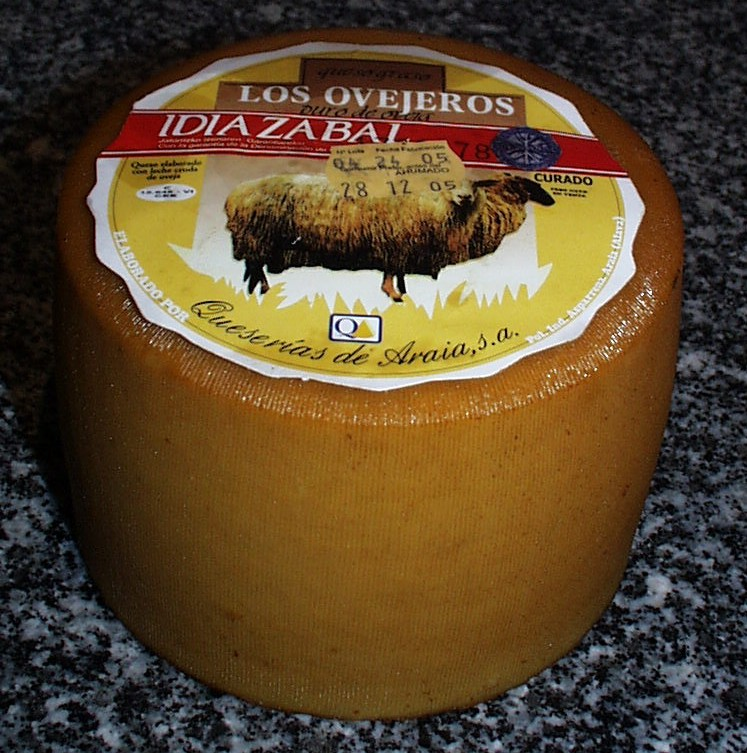
Queso Idiazábal ahumado.

A lo largo del proceso, aumenta la acidez, que ayuda a su conservación. Este proceso durará como mínimo dos meses, siendo el plazo óptimo para extraer la mejor calidad entre cuatro y ocho meses.
Según la zona, hay una práctica extendida de ahumar el queso; hay zonas como Urbasa, Encía y otras, donde no se utiliza esta técnica. 
La conservación se debe realizar en locales que dispongan de temperatura de entre 10 y 12 °C y humedad adecuada.[¿cuál?]

## Denominación de origen
El 1 de octubre de 1987 el Ministerio de Agricultura, Pesca y Alimentación ratifica la denominación de origen Idiazábal. Están acogidas a la denominación de origen unas 500 ganaderías y más de 100 queserías, la mayoría de las cuales elaboran el queso con leche de su propia explotación exclusivamente. Tanto la producción de la leche como la elaboración del queso se desarrolla siempre dentro del País Vasco y Navarra (excepto la zona del valle de Roncal, la cual tiene su propia denominación de origen). El Reglamento de la denominación de origen Idiazábal y de su Consejo Regulador fue aprobado por Orden de 30 de noviembre de 1993, del Ministerio de Agricultura, Pesca y Alimentación, modificada por la Orden de 23 de marzo de 1999, Orden APA/1855/2002, de 4 de julio y Orden APA/2943/2007, de 27 de septiembre. Igualmente ha sido inscrita como DOP en el Registro comunitario de denominaciones de origen protegidas y de indicaciones geográficas protegidas por el Reglamento (CE) n.º 1107/96 de la Comisión, de 12 de junio.

## Producción anual
Entre todas las explotaciones se producen aproximadamente en cada campaña unos 7.000.000 de litros de leche, convirtiéndose en más de 1.000 tn de queso.

## Valores nutricionales
Valor nutritivo:
| Nutriente | Cantidad    |
| --------- | ----------- |
| Proteína  | 21 g        |
| Grasa     | 33 g        |
| Sal       | 1,8 g       |
| Calcio    | 1873 mg     |
| Fósforo   | 817 mg      |
| Energía   | 4,43 KCal/g |

Contribución a las necesidades diarias de alimentación de 100 g de queso
| Nutriente | 4-6 años | Hombre 30-60 años | Mujer 30-60 años |
| --------- | -------- | ----------------- | ---------------- |
| Energía   | 24,0 %   | 16,0 %            | 20,0 %           |
| Proteína  | 81,0 %   | 38,0 %            | 46,0 %           |
| Calcio    | 22,5 %   | 180,0 %           | 180,0 %          |
| Fósforo   | 150,0 %  | 150,0 %           | 150,0 %          |

## Concurso de quesos de Oveja Latxa de Ordicia
El concurso de quesos de leche cruda de oveja latxa o carranzana elaborados por pastores se celebra el segundo miércoles de septiembre cada año en Ordizia, organizado por el ayuntamiento de Ordizia y la Cofradía del Queso Idiazábal de Ordizia.
- En 2004, se pagaron 12 100 € por el medio queso ganador.[4]
- En 2006, el restaurante El Caserón de Armentia pagó 6200 € por medio queso al ganador, J. Aranburu, del concurso.[cita requerida]
- En 2007, la empresa de cáterin Divinus Catering pagó 6400 € por medio queso ganador del concurso, del pastor Jesús Ansola Juaristi. El resto del queso fue consumido por los miembros del jurado.[5]
- En 2009, la cadena de supermercados Super Amara pagó 12 000 € por el medio queso ganador del concurso, realizado por la familia Ansola del caserío Mausitxa de Elgóibar.[6]
- En 2012, Solbes Gourmet, de Irún, se llevó la pieza del pastor Ricardo Remiro en el Artzai eguna. Pagó 4280 € por el medio queso ganador.[cita requerida]
- En 2024, Comercial Azkue, de Usúrbil, se llevó el medio queso ganador de la Quesería LA LEZE de Ilarduia de Álava por 5.000€. La novedad más importante de la subasta fue que se celebró presencial y virtual, con subastadores en línea por primera vez en la historia.